# 볼 아레나
볼 아레나(영어: Ball Arena)는 미국 콜로라도주 덴버에 위치한 실내 경기장이다. NBA 덴버 너기츠와 NHL 콜로라도 애벌랜치의 홈경기장으로 사용되고 있다.
| NBA 올스타전 개최 경기장 |                  |             |
| 2004년                   | 2005년 펩시 센터 | 2006년      |
| 스테이플스 센터          | 2005년 펩시 센터 | 도요타 센터 |
|                          |                  |             |
|                          |                  |             |

| NHL 올스타전 개최 경기장 |                  |                 |
| 2000년                   | 2001년 펩시 센터 | 2002년          |
| 에어 캐나다 센터         | 2001년 펩시 센터 | 스테이플스 센터 |
|                          |                  |                 |
|                          |                  |                 |